# 3-甲基尿苷
3-甲基尿苷，又称N3-甲基尿苷，是一种嘧啶核苷（缩写为m3U）。在生物中，它存在于RNA编辑，侦测于古菌的23S核糖體RNA、真细菌的16S和23S核糖体RNA，以及真核生物的18S、25S和28S核糖体RNA中。